# Calodexia flavicornis
Calodexia flavicornis là một loài ruồi trong họ Tachinidae.